# Луна 1960Б
Луна 1960Б, (Луна Е-3 № 2) или Е-3 № 2, означавана още и като Луна 4Б е съветски космически апарат, унищожен при провал в изстрелването през 1960 г. Сондата е част от космическа програма Луна, която има за цел изучаване на Луната. Сондата е първата от общо два космически апарати от тип Е-3. Основната задача на станцията Е-2Ф (на старта получава индекса Е-3), е фотографиране обратната страна на Луната. Това става по специална траектория на прелитане, при която лъчите на Слънцето, падат косо върху повърхността и осветявайки подробности от релефа, невидими при друг ъгъл на осветяване.

## Полет
Луна 1960Б е изстреляна с ракета-носител Луна 8К72 I-9А от космодрума Байконур, площадка 1/5. Веднага след старта един от блоковете на първата степен развива само 75 % от мощността си. Поради това той се откъсва от централния блок. Това на свой ред довежда до нарушаване и разпад на целия пакет от първата степен. Височината не е достатъчна за задействане на втората степен и цялата ракета рухва до монтажно-изпитателния корпус.